# Maxantonia plagiata
Maxantonia plagiata is een halfvleugelig insect uit de familie schuimcicaden (Cercopidae). De wetenschappelijke naam van deze soort is voor het eerst geldig gepubliceerd in 1835 door Burmeister.